# Bryosedgwickia densa
Bryosedgwickia densa là một loài Rêu trong họ Hypnaceae. Loài này được (Hook.) Bizot & P. de la Varde mô tả khoa học đầu tiên năm 1951.